# Alpenus tristicta
Alpenus tristicta är en fjärilsart som beskrevs av George Francis Hampson 1920. Alpenus tristicta ingår i släktet Alpenus och familjen björnspinnare. Inga underarter finns listade i Catalogue of Life.